# Liste der Kulturdenkmale in Klein Rönnau
In der Liste der Kulturdenkmale in Klein Rönnau sind alle Kulturdenkmale der schleswig-holsteinischen Gemeinde Klein Rönnau (Kreis Segeberg) aufgelistet (Stand: 10. März 2025).

## Legende
In den Spalten befinden sich folgende Informationen:
- Objekt-ID: die Nummer des Kulturdenkmales
- Lage: die Adresse des Kulturdenkmales und die geographischen Koordinaten. Kartenansicht, um Koordinaten zu setzen. In der Kartenansicht sind Kulturdenkmale ohne Koordinaten mit einem roten Marker dargestellt und können in der Karte gesetzt werden. Kulturdenkmale ohne Bild sind mit einem blauen Marker gekennzeichnet, Kulturdenkmale mit Bild mit einem grünen Marker.
- Offizielle Bezeichnung: Bezeichnung des Kulturdenkmales
- Beschreibung: die Beschreibung des Kulturdenkmales
- Bild: ein Bild des Kulturdenkmales

## Bauliche Anlagen
| Objekt-ID      | Lage                                             | Offizielle Bezeichnung        | Beschreibung | Bild                             |
| -------------- | ------------------------------------------------ | ----------------------------- | --- | -------------------------------- |
| 8146 Wikidata  | Eutiner Straße (53° 58′ 35″ N, 10° 23′ 23″ O)    | Meilenstein                   | Halbmeilenstein an der Altona-Neustädter Chaussee an der Brücke über den Warder See. Entfernung nach Altona 8½ Meilen (64 km). Alteintragung (Aktualisierung vorgesehen) - Begründung: geschichtlich, wissenschaftlich, Kulturlandschaft prägend - Schutzumfang: gesamtes Objekt - Denkmaltyp: Bauliche Anlage | Fotos hochladen                  |
| 10693 Wikidata | Eutiner Straße 42 (53° 57′ 45″ N, 10° 19′ 23″ O) | Räucherkate                   | Alteintragung (Aktualisierung vorgesehen) - Begründung: geschichtlich, Kulturlandschaft prägend - Schutzumfang: gesamtes Objekt - Denkmaltyp: Bauliche Anlage | BW                               |
| 3298 Wikidata  | Mühlenweg (53° 57′ 44″ N, 10° 19′ 30″ O)         | Mühlengebäude der Wassermühle | Alteintragung (Aktualisierung vorgesehen) - Begründung: Alteintragung (Aktualisierung vorgesehen) - Schutzumfang: Alteintragung (Aktualisierung vorgesehen) - Denkmaltyp: Bauliche Anlage | weitere Fotos \| Fotos hochladen |
| 19897 Wikidata | Mühlenweg 2 (53° 57′ 45″ N, 10° 19′ 31″ O)       | ehem. Müllerhaus              | Alteintragung (Aktualisierung vorgesehen) - Begründung: Alteintragung (Aktualisierung vorgesehen) - Schutzumfang: Alteintragung (Aktualisierung vorgesehen) - Denkmaltyp: Bauliche Anlage | weitere Fotos \| Fotos hochladen |

## Quelle
- Liste der Kulturdenkmale in Schleswig-Holstein – Kreis Segeberg

- Karte mit allen Koordinaten:
- OSM |
- WikiMap